# Hřivno
Hřivno je vesnice v okrese Mladá Boleslav, šest kilometrů severozápadně od Benátek nad Jizerou, v nadmořské výšce 260 metrů. Vesnice je částí obce Chotětov.

## Historie
První písemná zmínka o vesnici pochází z roku 1547.